# Chiesa di Santa Maria della Visitazione (Venezia)
La chiesa di Santa Maria della Visitazione (detta anche degli Artigianelli o san Gerolamo dei Gesuati) è un edificio religioso della città di Venezia, situato nel sestiere di Dorsoduro.

## Storia
Questo edificio religioso è il primo esempio di chiesa rinascimentale a Venezia. Con facciata sulle fondamenta delle Zattere ai Gesuati, venne costruita a partire dal 1494 da un gruppetto di frati originari della Toscana, detti Gesuati, che si avvalsero di maestranze comacine. Venne nominato architetto Francesco Mandello, di origine lombarda. Il rivestimento della facciata fu affidato a Francesco Lurano da Castiglione, il quale la portò a termine nel 1504.
Nel 1669 passò ai frati Domenicani già presenti in Venezia i quali, costruita per opera di Giorgio Massari la nuova chiesa di Santa Maria del Rosario, accogliendo la preziosa raccolta di libri donata da Apostolo Zeno, nel 1750 la trasformarono in biblioteca aperta al pubblico. Gli armadi della biblioteca, disegnati dallo stesso Massari, sono attualmente custoditi nei locali dell'Accademia delle Belle Arti. Nel 1810 Napoleone Bonaparte allontanò i frati. La chiesa, depredata dei suoi libri, restò abbandonata per diversi anni durante i quali crollò la piccola cupola e i suoi affreschi andarono irrimediabilmente perduti. Intorno alla metà dell'Ottocento ritornò a funzionare come chiesa per gli orfanelli raccolti nel vicino ex convento. In seguito a vari passaggi di proprietà, fu prelevata nel 1923 da San Luigi Orione che continuò a utilizzarla ancora per il culto religioso dei suoi orfani, chiamati "Artigianelli".
Un importante restauro dell'edificio sacro è stato reso possibile negli anni 1994-1995 dai finanziamenti erogati dal Magistrato alle acque di Venezia, dalla Regione Veneto e dai Comitati Internazionali tramite l'I.R.E. (Istituzione di Ricovero ed Educazione, ente pubblico veneziano di assistenza e beneficenza).
Nel 2008 la Comunità religiosa di San Luigi Orione si è trasferita in terraferma e, da quella data, l'edificio sacro non è più utilizzato per le funzioni religiose. La chiesa è proprietà privata e viene aperta al pubblico in occasione di mostre d'arte o concerti.
A lato della chiesa si sviluppa il piccolo monastero quattrocentesco dei Gesuati, con un chiostro che offre la visione di una prospettiva laterale della vicina Chiesa della Madonna del Rosario, detta anch'essa dei Gesuati, opera settecentesca del Massari. Del medesimo autore è anche il grande convento dei domenicani, composto da due fabbricati con due chiostri interni, uno dei quali è rimasto incompiuto a causa della morte dell'architetto avvenuta il 20 dicembre 1766. I due fabbricati sono messi in comunicazione con il vecchio convento da una settecentesca scala ovale, sempre opera del Massari, restaurata all'inizio del 2011. Nel 1996 questo complesso, pur mantenendo rigorosamente la struttura monastica, venne trasformato in Centro Culturale e Casa Religiosa di Ospitalità. L'ingresso all'intera struttura si trova in Rio Terà Foscarini, Dorsoduro 909/A, (di fronte alla chiesa di Sant'Agnese, in Campo Sant'Agnese, Dorsoduro).

## Descrizione
La chiesa, la cui facciata fu inaugurata nel 1504 e poi, l'edificio tutto, consacrato il 21 dicembre 1524 da Giovanni, vescovo titolare di Tiberiade (come riporta la lapide posta all'interno del chiostro attiguo alla chiesa), si presenta disadorna, soprattutto all'interno. Molte opere pittoriche in essa contenute (tanto da far dire allo storico Francesco Sansovino, figlio di Jacopo Sansovino, che non vi era in essa spazio vuoto), furono rimosse dopo il 1750 e trasferite presso le Gallerie dell'Accademia delle Belle Arti in Venezia (la pala di Francesco Rizzo) o in altre chiese, come nel caso della pala della Crocifissione del Tintoretto che fu portata nell'adiacente chiesa dei Gesuati (terzo altare a sinistra), o le portelle d'organo del Tiziano finite a New York, presso un collezionista privato, e delle quali ora si sono perse le tracce. Tuttavia la chiesa della Visitazione conserva ancora alcune opere di pregevole fattura, come la Pentecoste del Padovanino, visibile dietro l'altare maggiore, e la Crocifissione attribuita a Nicolò Renieri (il cui vero nome è Nicolas Régnier, pittore fiammingo) posta sull'altare di sinistra. Altre opere sono i due dipinti cinquecenteschi monocromi di ignoto, che ritraggono due vescovi (situati sopra le due porte cinquecentesche in radica e lavorate a mano, poste ai lati dell'altare centrale); i quattro affreschi nei tondi ai piedi della cupola, restaurati, databili inizio Cinquecento, che riproducono I quattro evangelisti. Sull'altare laterale destro vi è la tela di Alessandro Revera (1850 circa) dov'è rappresentato il santo veneziano Girolamo Emiliani (o Miani) che affida alla Beata Vergine i suoi orfanelli.
Nell'ex sacrestia, dietro l'altar maggiore, vi sono un'icona marmorea di inizio Cinquecento (attribuibile alla Scuola dei Lombardo) con l'immagine di Dio Padre che sorregge il Figlio Gesù morente in croce; un lavabo sempre del Cinquecento in marmo rosso di Verona e due formelle del Seicento raffiguranti l'Addolorata e il Cristo flagellato.
La parte più significativa e pregevole della chiesa è il soffitto che raccoglie 58 tavole (esempio rarissimo in Venezia) ciascuna di metri 1,30 per ogni lato, con ritratti di Santi dell'Antico e del Nuovo Testamento e un tondo centrale (del diametro di metri 2,50) raffigurante L'incontro tra la giovane Vergine Maria e sua cugina Elisabetta. I dipinti risalgono agli inizi del Cinquecento e sono opera di Pietro Paolo Agabiti (o Agapiti, 1470 circa - 1539) e della sua bottega che operava tre le Marche e la Toscana. Alcune tavole rivelano influssi delle scuole di Leonardo da Vinci e di Luca Signorelli.
Dall'ottobre 2008 la chiesa è stata arricchita di due quadri a soggetto religioso, dipinti su tela: la Resurrezione di Cristo, opera di Maurizio Favaretto (discendente del famoso pittore Paolo Veronese, e insegnante in un liceo artistico veneziano); Maria Assunta, opera della pittrice Raffaela Rubbini; e una nuova Via Crucis, i cui autori, allievi del prof. Favaretto, si sono ispirati alla Via Crucis di Giambattista Tiepolo, conservata nella sacrestia della chiesa di San Polo, Sestiere di San Polo, Venezia)...
Dal settembre 2009 al gennaio 2013 i 58 dipinti del soffitto ligneo sono stati sottoposti a un rigoroso restauro.

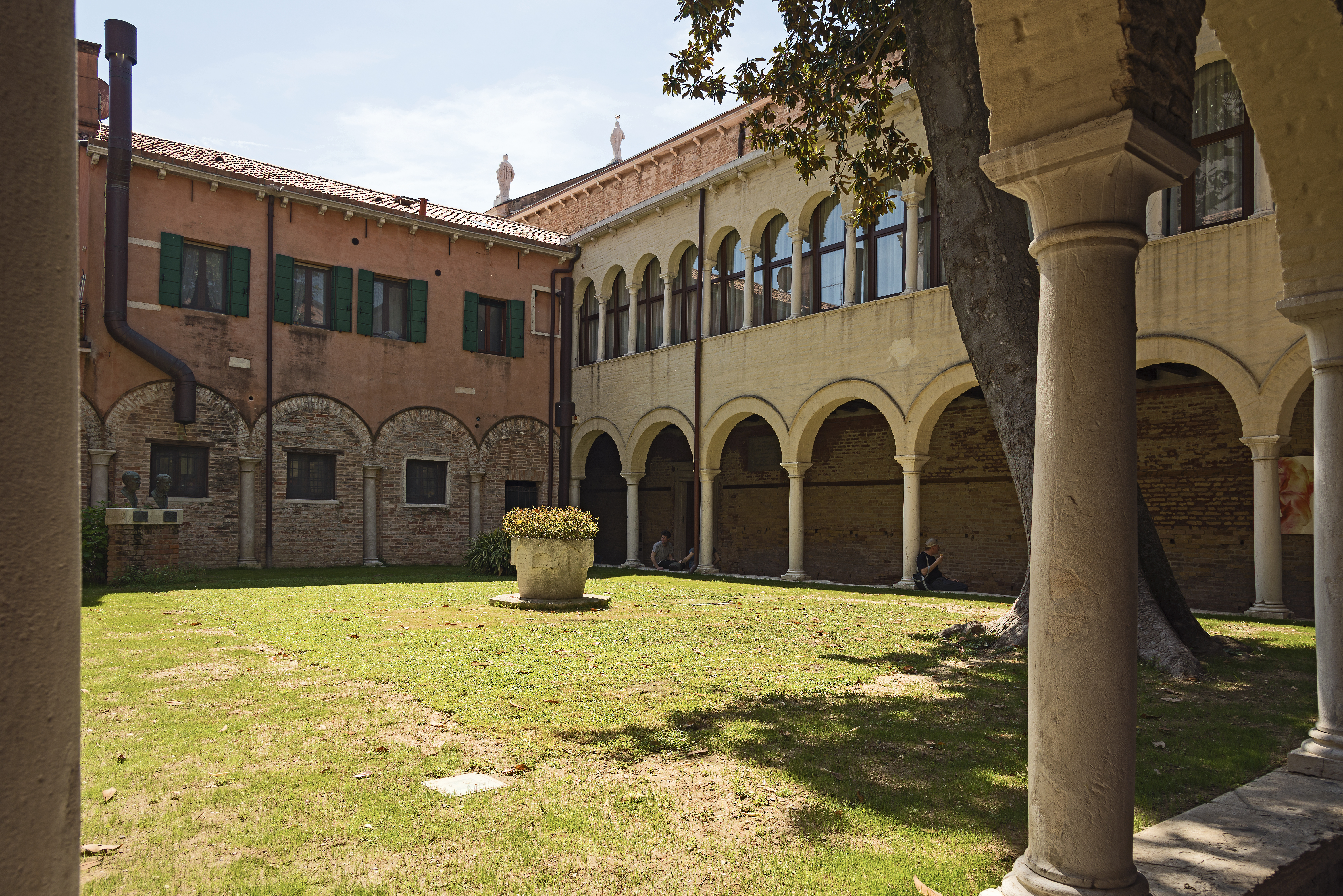
Il chiostro di Santa Maria della Visitazione
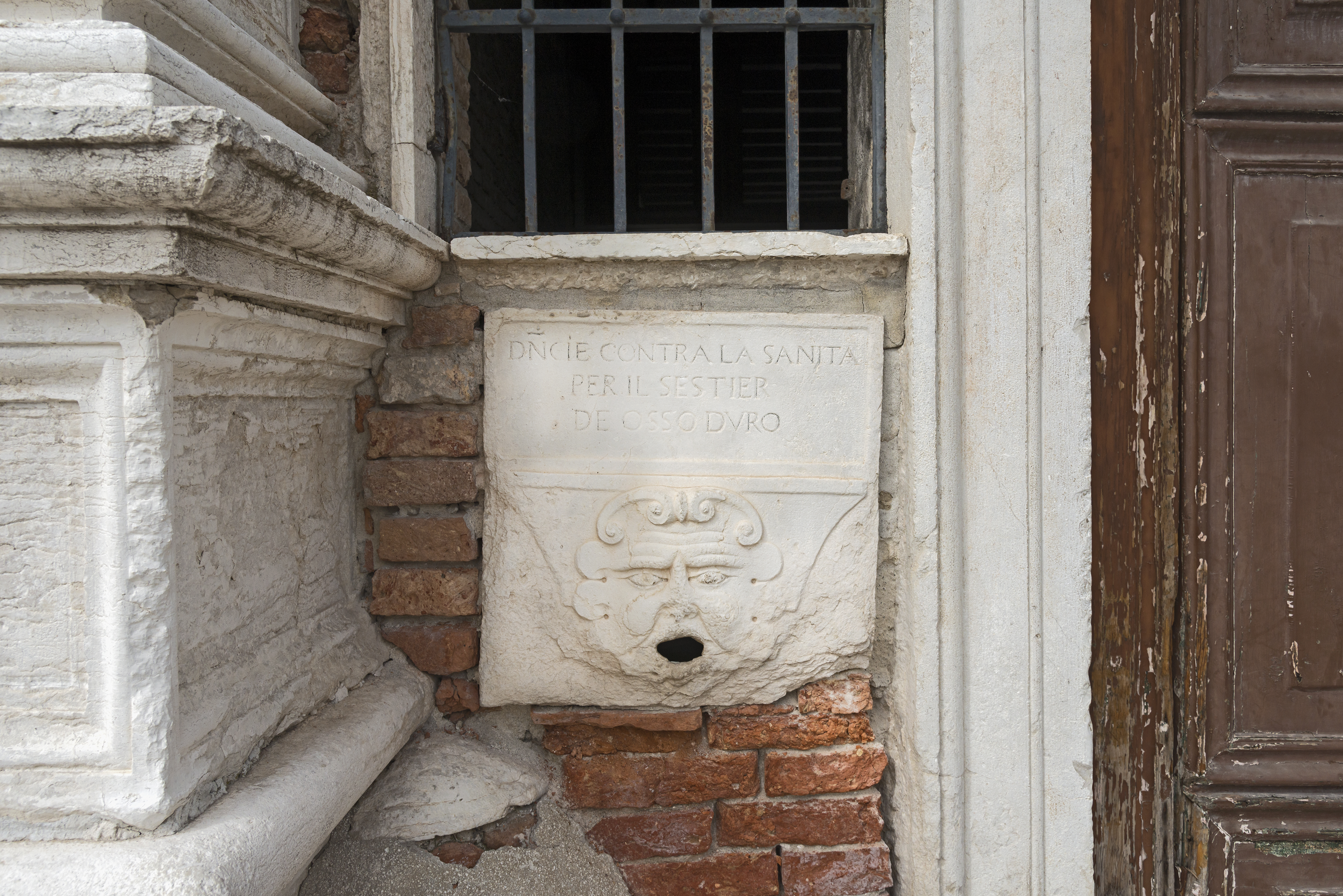
Bocca di Leone

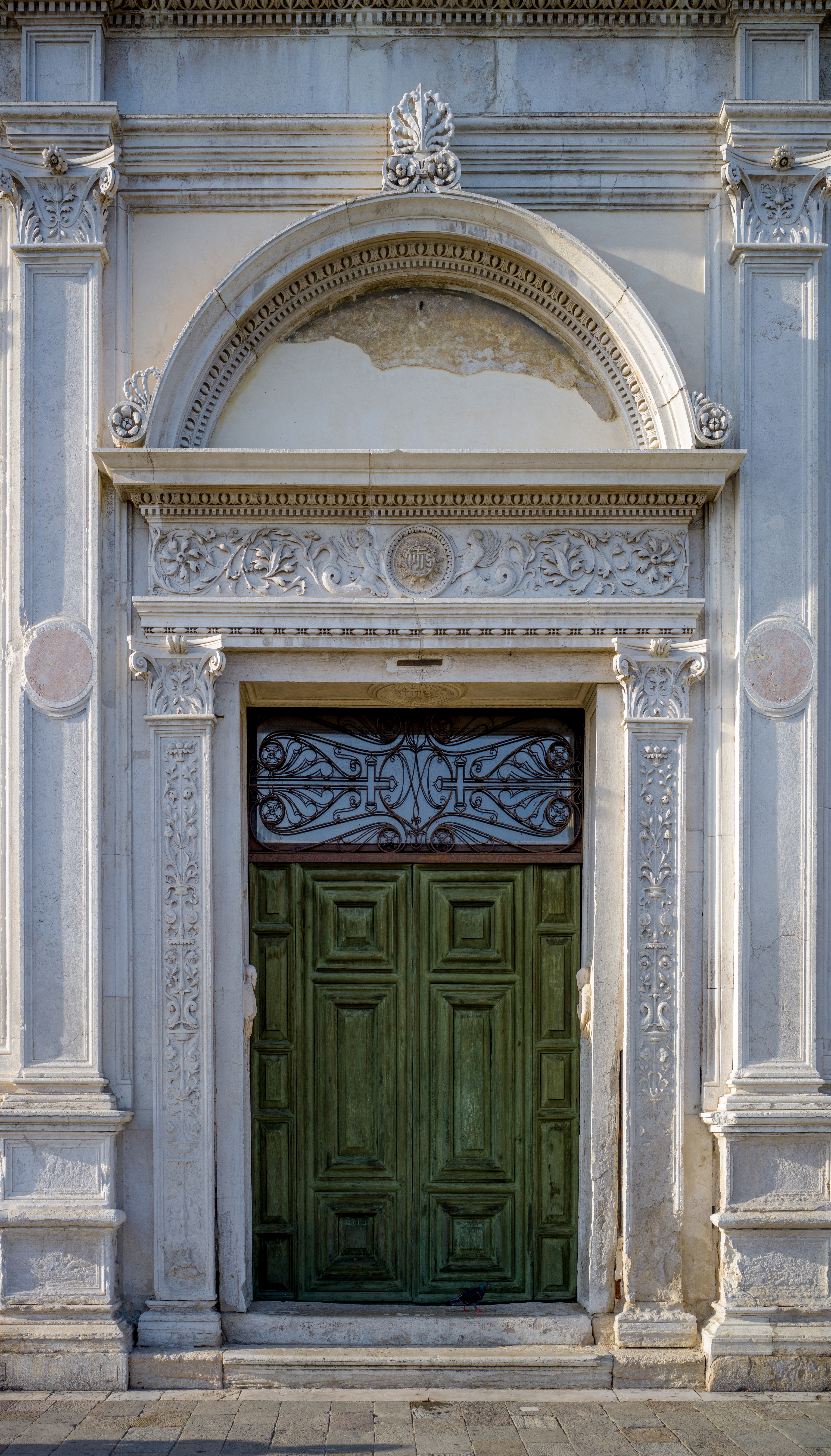
Portale rinascimentale
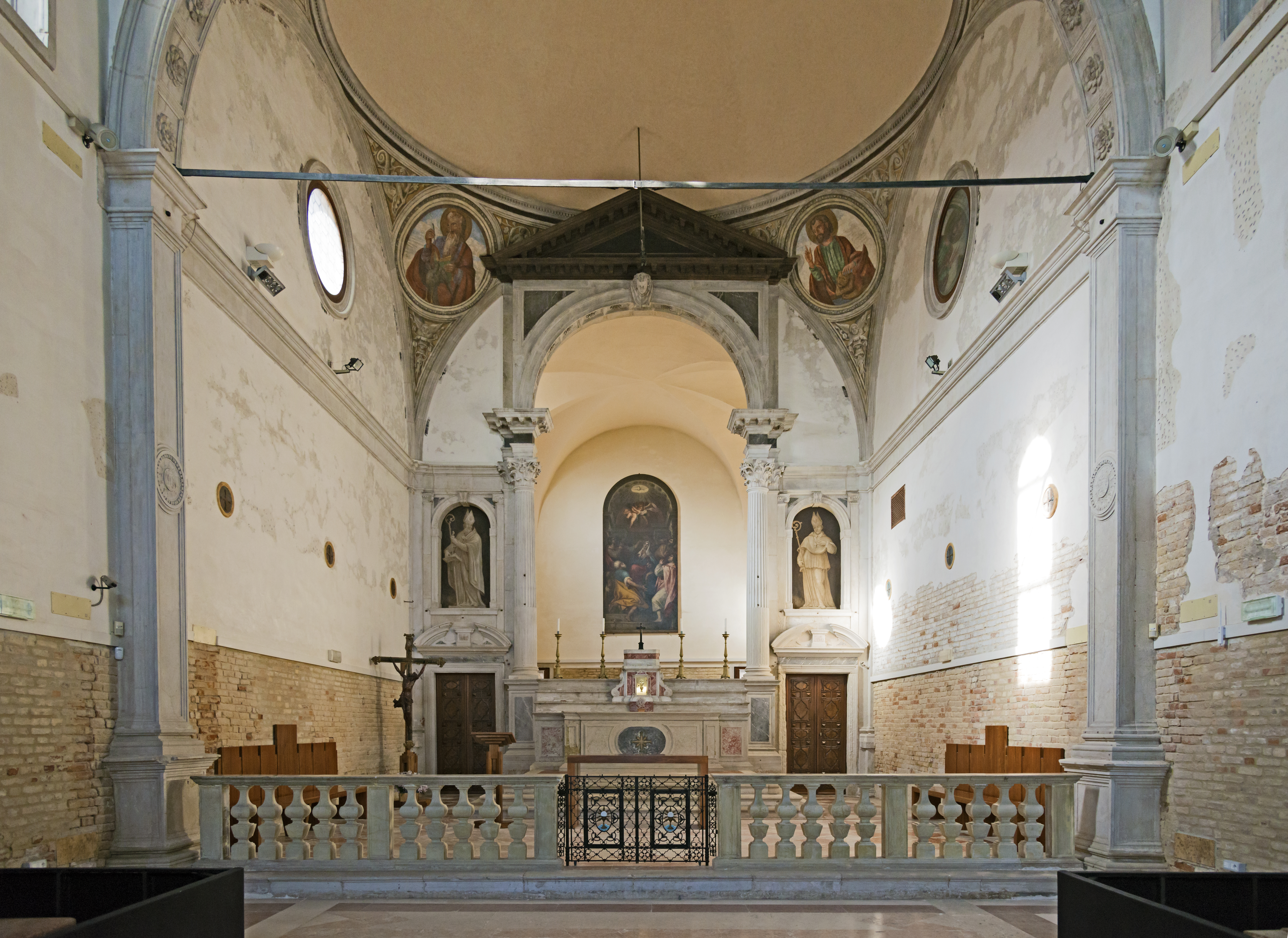
L'altare maggiore
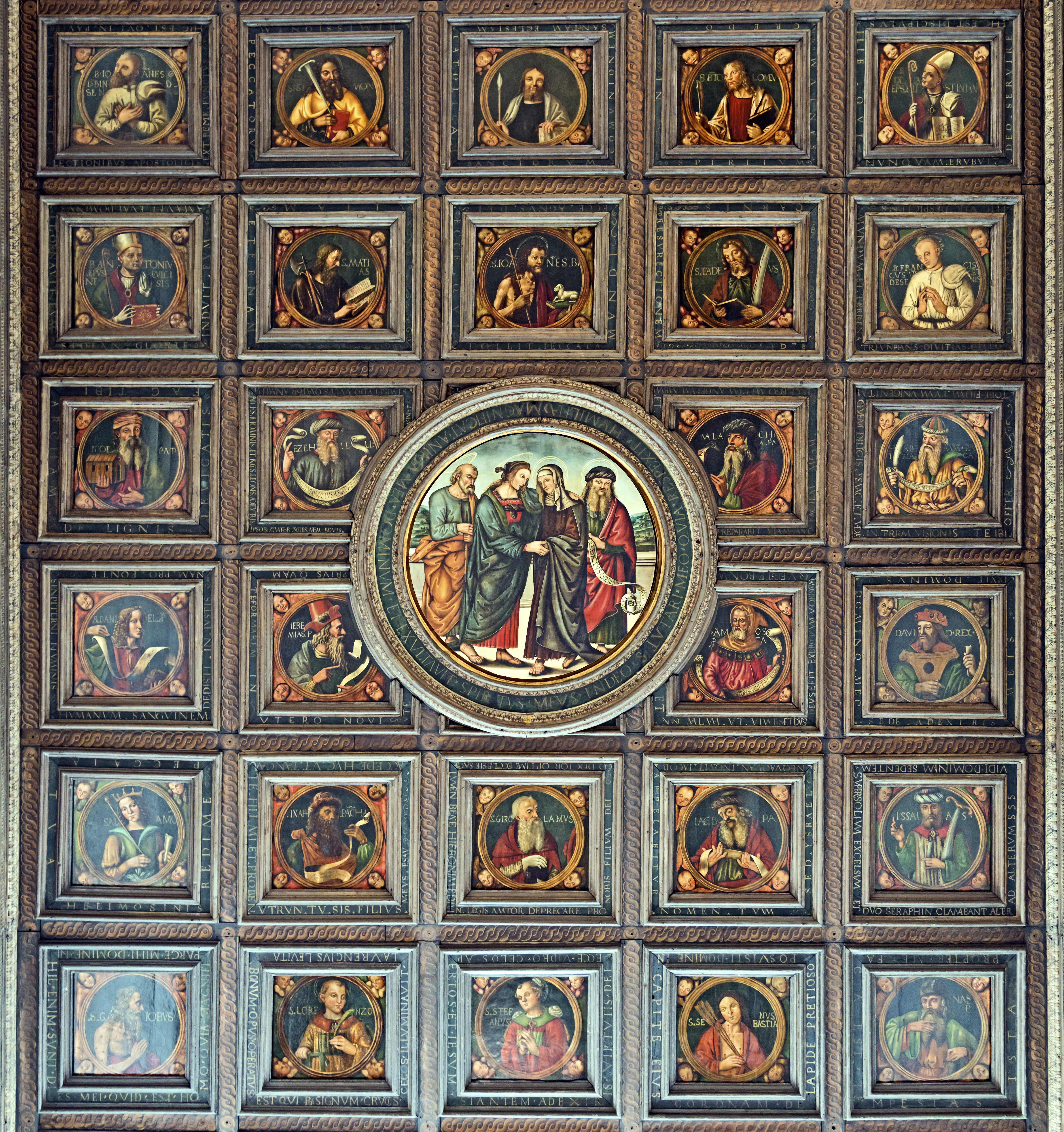
Il soffitto della nava di Pietro Paolo Agabiti
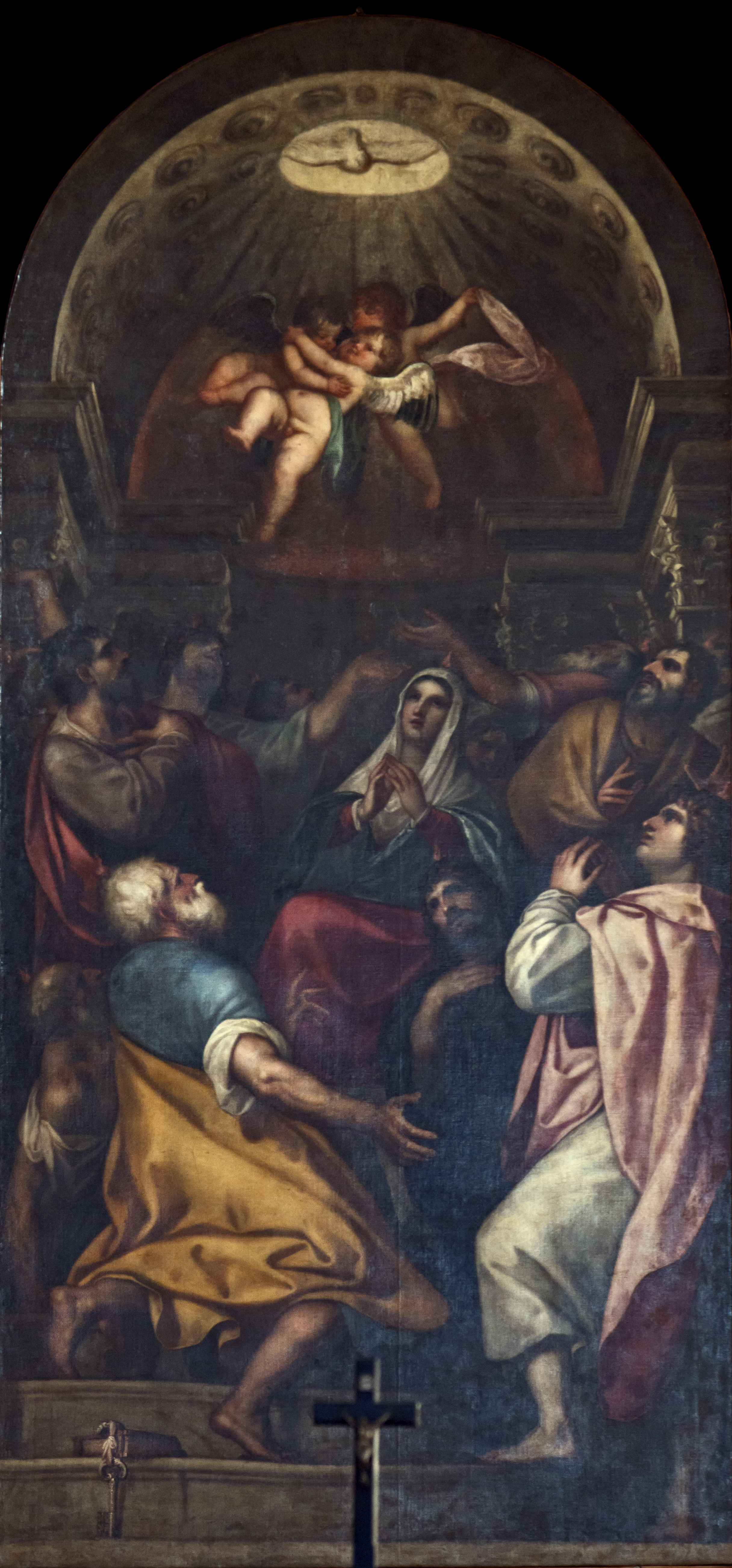
La Pentecoste del Padovanino
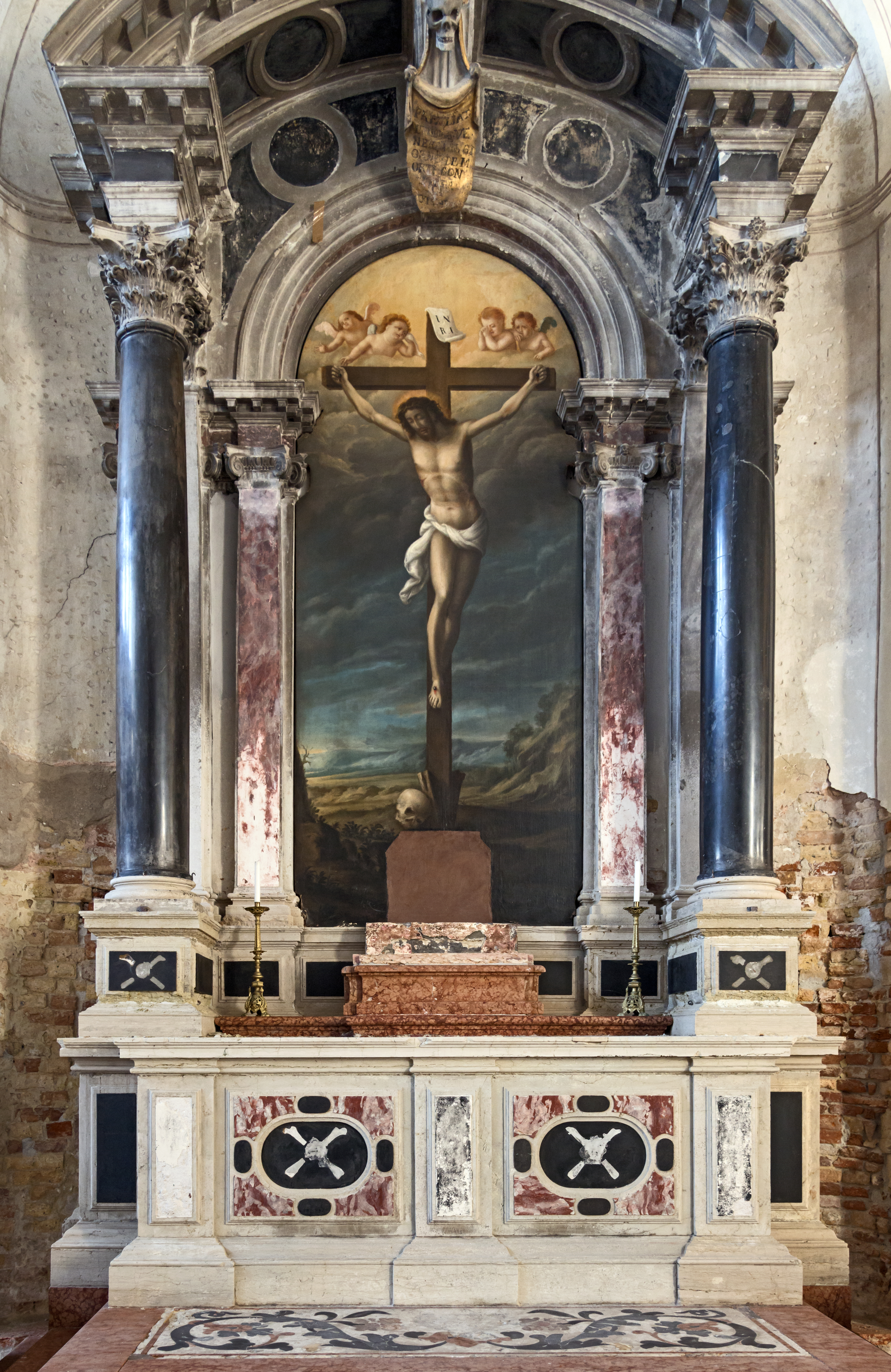
la Crocifissione Nicolas Régnier
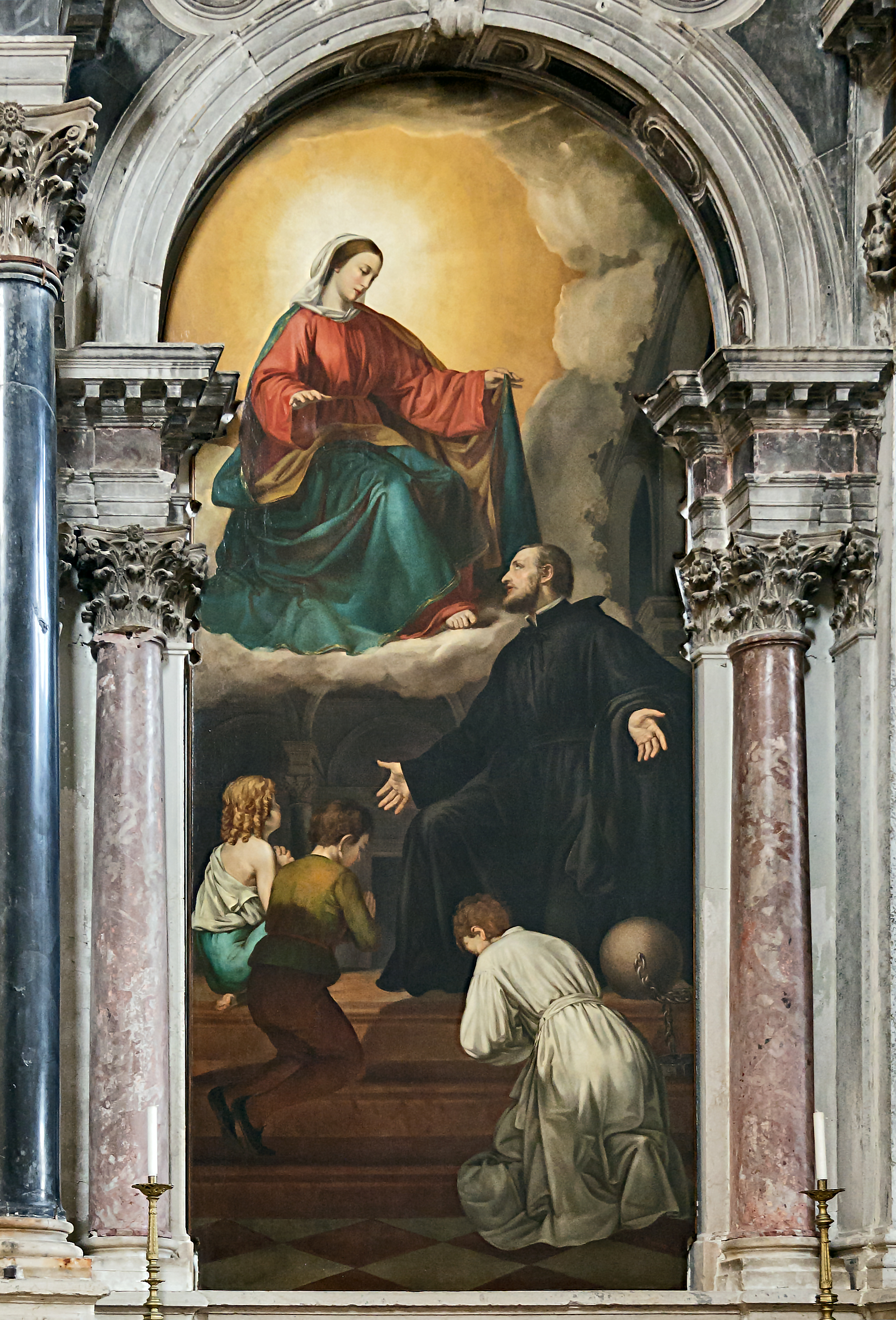
Girolamo Emiliani che affida alla Beata Vergine i suoi orfanelli di Alessandro Revera
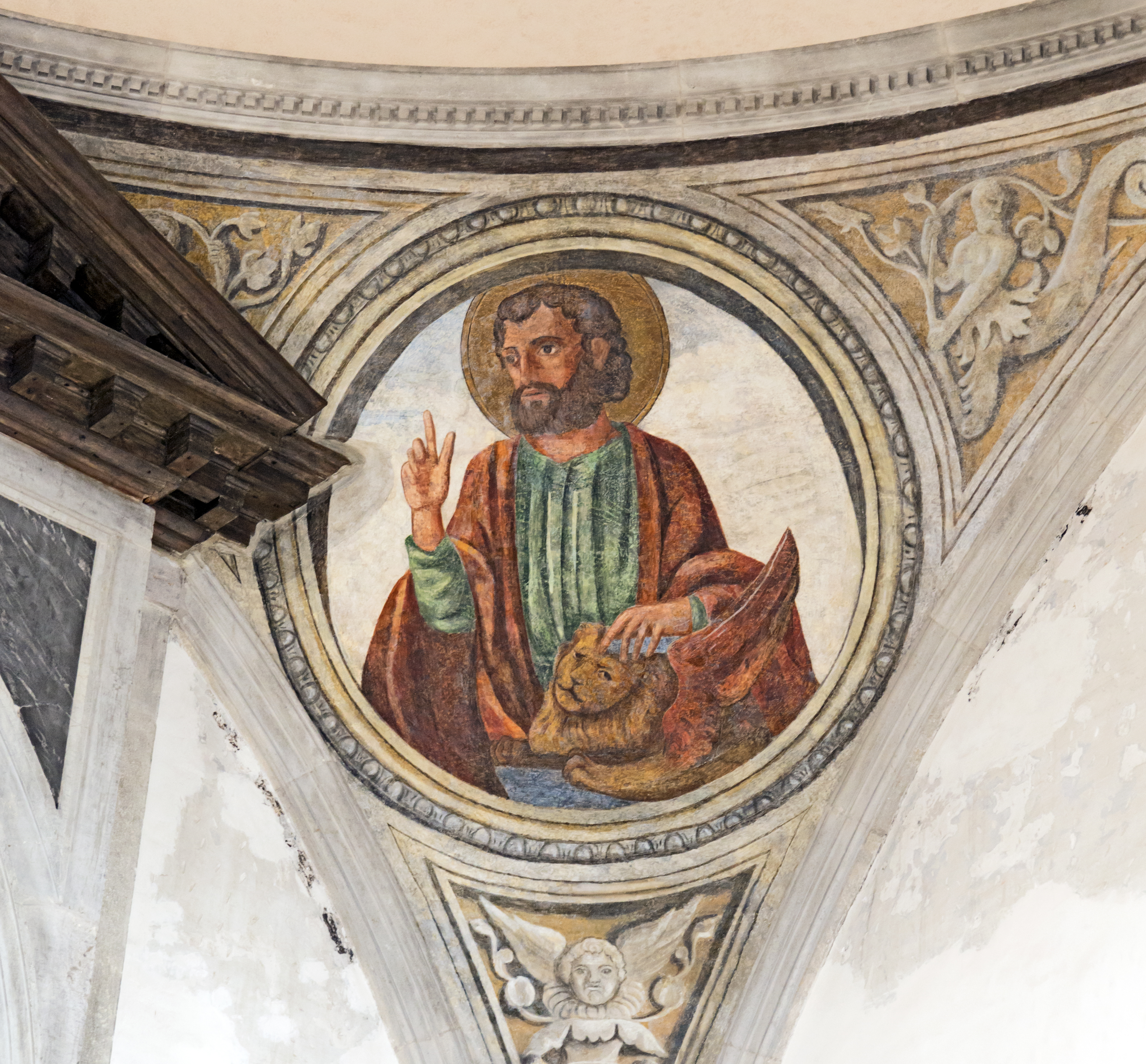
Affresco di San Marco.
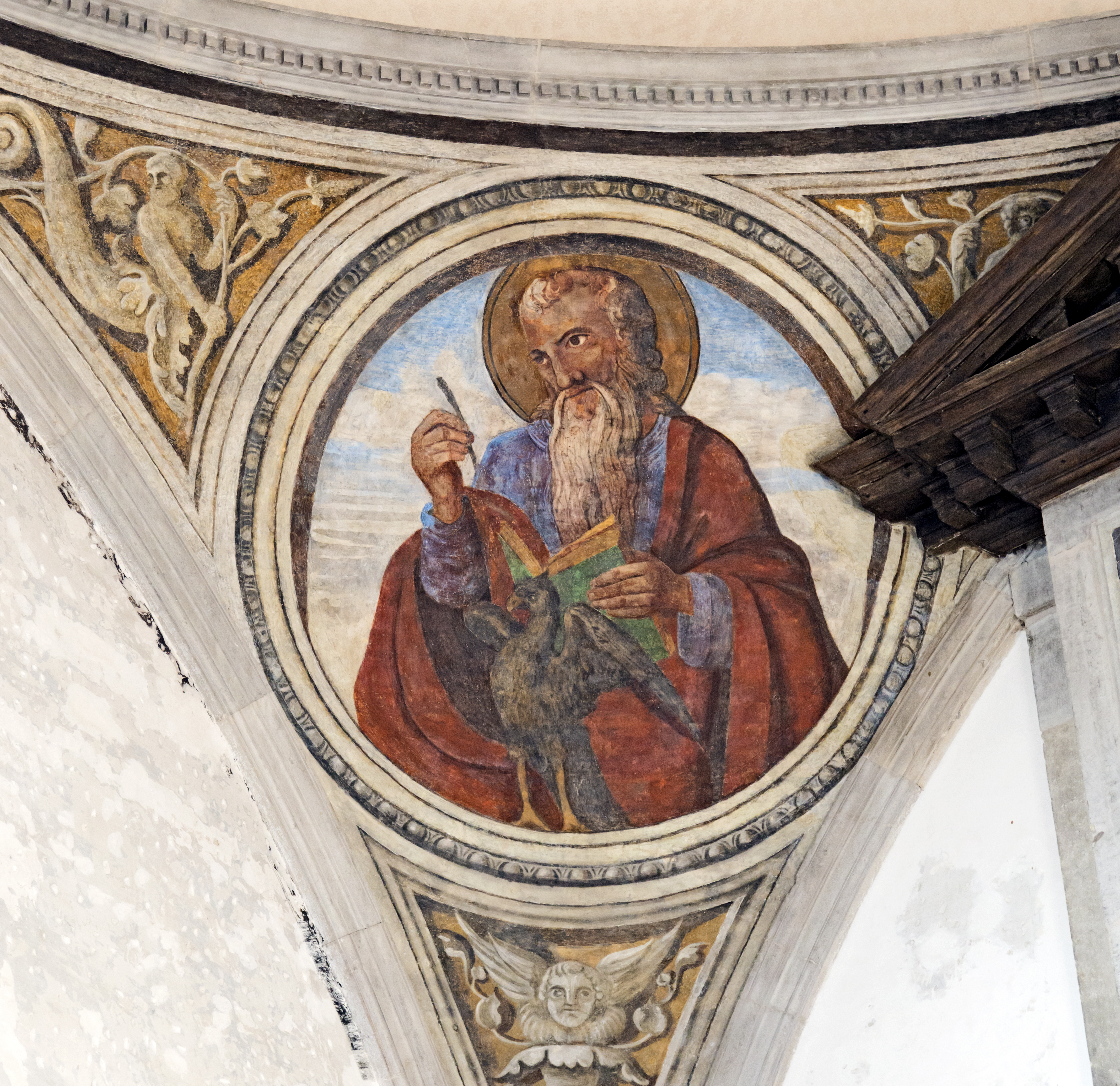
Affresco di Giovanni Evangelista.